# Gamma Doradus
Gamma Doradus ist ein Hauptreihenstern der Spektralklasse F1 und der dritthellste Stern im Sternbild Schwertfisch (lateinisch Dorado). Er befindet sich in einer Entfernung von etwa 67 Lichtjahren und besitzt eine scheinbare Helligkeit von ca. 4,3 Magnituden.
Gamma Doradus ist ein Pulsationsveränderlicher Stern. Er pulsiert nicht-radial in zwei gekoppelten Sinusperiodenteilen von 17,5 und 18,1 Stunden. Gamma Doradus ist der Prototyp und Namensgeber der Gamma-Doradus-Veränderlichen.